# Warikahnite
La warikahnite è un minerale.